# Stade de Reims 2020-2021 (femminile)
Questa voce raccoglie le informazioni riguardanti la squadra femminile dello Stade de Reims nelle competizioni ufficiali della stagione 2020-2021.

## Divise e sponsor
La grafica è la stessa adottata dalla squadra maschile dello Stade Reims. Il main sponsor era HEXAOM, quello tecnico, fornitore delle divise da gioco, era Umbro.
| Casa | Trasferta |

## Organigramma societario
Come da sito societario.
Area tecnica
- Allenatore: Amandine Miquel
- Vice allenatore:
- Preparatore dei portieri:
- Preparatore atletico:
- Fisioterapisti:
- Medico sociale:

## Rosa
Rosa, ruoli e numeri di maglia tratti dal sito ufficiale e sito Footofeminin.fr, aggiornata al 28 luglio 2020.
| N. |                        | Ruolo | Calciatrice          |
| -- | ---------------------- | ----- | -------------------- |
| 1  | Stati Uniti (bandiera) | P     | Phallon Tullis-Joyce |
| 2  | Ucraina (bandiera)     | D     | Dar"ja Kravec'       |
| 4  | Camerun (bandiera)     | D     | Easther Mayi Kith    |
| 5  | Camerun (bandiera)     | D     | Aurelle Awona        |
| 6  | Francia (bandiera)     | C     | Tess David           |
| 7  | Costa Rica (bandiera)  | A     | Melissa Herrera      |
| 9  | Portogallo (bandiera)  | A     | Mélissa Gomes        |
| 10 | Stati Uniti (bandiera) | C     | Rachel Corboz        |
| 11 | Ucraina (bandiera)     | A     | Tetjana Romanenko    |
| 12 | Paesi Bassi (bandiera) | D     | Vita van der Linden  |

| N. |                        | Ruolo | Calciatrice      |
| -- | ---------------------- | ----- | ---------------- |
| 14 | Francia (bandiera)     | C     | Sonia Ouchene    |
| 15 | Francia (bandiera)     | C     | Lou Ann Joly     |
| 16 | Francia (bandiera)     | P     | Audrey Dupupet   |
| 18 | Francia (bandiera)     | D     | Océane Deslandes |
| 19 | Francia (bandiera)     | A     | Kessya Bussy     |
| 20 | Francia (bandiera)     | A     | Naomie Feller    |
| 22 | Francia (bandiera)     | D     | Magou Doucouré   |
| 23 | Inghilterra (bandiera) | C     | Grace Rapp       |
| 26 | Francia (bandiera)     | C     | Chloé Philippe   |

## Calciomercato

### Sessione estiva
| Acquisti | Acquisti          | Acquisti        | Acquisti      |
| R.       | Nome              | da              | Modalità      |
| -------- | ----------------- | --------------- | ------------- |
| D        | Aurelle Awona     | Madrid CFF      | definitivo    |
| D        | Easther Mayi Kith | Metz            | definitivo    |
| A        | Kessya Bussy      | Orléans         | definitivo    |
| A        | Naomie Feller     | Olympique Lione | fine prestito |

| Cessioni | Cessioni                  | Cessioni            | Cessioni   |
| R.       | Nome                      | a                   | Modalità   |
| -------- | ------------------------- | ------------------- | ---------- |
| P        | Pauline Moitrel           | Issy                | definitivo |
| D        | Gwenaëlle Devleesschauwer | Lilla               | definitivo |
| D        | Bénédicte Simon           | Paris Saint-Germain | definitivo |
| D        | Giorgia Spinelli          | Milan               | definitivo |
| A        | Chloé Pierel              | Lilla               | definitivo |
| A        | Jessy Roux                | Soyaux              | definitivo |

## Risultati

### Division 1

#### Girone di andata
| Arbitro: | Romy Fournier |

|                                                           |           |                                |
| Gomes 1’ Bruneau 68’ (aut.) Herrera 73’ Corboz 91’ (rig.) | Marcatori | 19’, 45’ Snoeijs 24’, 62’ Shaw |

| Arbitro: | Catania |

|  |           |                                         |
|  | Marcatori | 9’ Parris 45’ (aut.) Kravec' 47’ Cayman |

| Arbitro: | Elbour |

|                                   |           |  |
| Diani 6’, 44’ Nadim 23’ Bruun 89’ | Marcatori |  |

| Arbitro: | Fournier |

|                                                           |           |            |
| Ouchene 23’, 31’, 90+3’ Gomes 40’ (rig.) Herrera 65’, 68’ | Marcatori | 41’ Zemzem |

| Arbitro: | Collin |

|  |           |           |
|  | Marcatori | 22’ Gomes |

| Arbitro: | Catania |

|  |           |             |
|  | Marcatori | 16’ Landeka |

| Arbitro: | Cruchon |

|                     |           |                      |
| Matéo 14’, 40’, 56’ | Marcatori | 34’ (rig.) R. Corboz |

| Arbitro: | Beyer |

|             |           |                                |
| Kravec' 89’ | Marcatori | 11’ (rig.) Le Garrec 62’ Bigot |

| Arbitro: | Rochebilière |

|            |           |               |
| Boudaud 1’ | Marcatori | 5’, 67’ Gomes |

| Digione 5 dicembre 2020, ore 14:30 CET 10ª giornata | Digione | 0 – 0 referto | Stade Reims | Stade des Poussots (0 spett.)\| Arbitro: \| Elbour \| |
| Arbitro:                                            | Elbour  |               |             |                                                       |

| Arbitro: | Vanderstichel |

|  |           |            |
|  | Marcatori | 48’ Robert |

#### Girone di ritorno
| Arbitro: | Rochebilière |

|                             |           |  |
| Renard 47’, 64’ Henry 90+1’ | Marcatori |  |

| Arbitro: | Guillot |

|                                                            |           |           |
| Jaurena 6’ Shaw 11’, 41’, 67’ Garbino 18’, 54’ Lavogez 76’ | Marcatori | 45’ Gomes |

| Arbitro: | Laur |

|                      |           |                                                  |
| R. Corboz 73’ (rig.) | Marcatori | 34’ (aut.) Awona 50’ Thiney 89’ Catala 90’ Viens |

| Arbitro: | Cruchon |

|             |           |                     |
| Sandvej 24’ | Marcatori | 44’ Gomes 57’ Bussy |

| Arbitro: | Catania |

|                                      |           |  |
| Gomes 13’, 53’ Bussy 64’ Herrera 67’ | Marcatori |  |

| Arbitro: | Collin |

|                         |           |           |
| Ouchene 33’ Herrera 74’ | Marcatori | 41’ Clark |

| Arbitro: | Rochebilière |

|  |           |                                       |
|  | Marcatori | 4’, 30’ Herrera 63’ Bussy 67’ Ouchene |

| Arbitro: | Fournier |

|                             |           |                |
| Carage 13’ (aut.) Gomes 29’ | Marcatori | 36’ Oparanozie |

| Pabu 8 maggio 2021, ore 14:30 CEST 20ª giornata | Guingamp | 0 – 0 referto | Stade Reims | Stade du Centre de Formation - Akademi (0 spett.)\| Arbitro: \| Collin \| |
| Arbitro:                                        | Collin   |               |             |                                                                           |

| Arbitro: | Vanderstichel |

|  |           |                                                   |
|  | Marcatori | 19’, 44’ Bruun 42’ Baltimore 90+4’ (rig.) Morroni |

| Arbitro: | Catania |

|                |           |                       |
| Teinturier 10’ | Marcatori | 13’ Herrera 38’ Bussy |

### Coppa di Francia
| Arbitro: | Catania |

|  |           |                                                            |
|  | Marcatori | 16’, 51’, 53’ Marozsán 36’ (rig.) Renard 49’ Gunnarsdóttir |

## Statistiche

### Statistiche di squadra
| Competizione     | Punti | In casa | In casa | In casa | In casa | In casa | In casa | In trasferta | In trasferta | In trasferta | In trasferta | In trasferta | In trasferta | Totale | Totale | Totale | Totale | Totale | Totale | DR  |
| Competizione     | Punti | G       | V       | N       | P       | Gf      | Gs      | G            | V            | N            | P            | Gf           | Gs           | G      | V      | N      | P      | Gf     | Gs     | DR  |
| ---------------- | ----- | ------- | ------- | ------- | ------- | ------- | ------- | ------------ | ------------ | ------------ | ------------ | ------------ | ------------ | ------ | ------ | ------ | ------ | ------ | ------ | --- |
| Division 1       | 30    | 11      | 4       | 1       | 6       | 21      | 22      | 11           | 5            | 2            | 4            | 13           | 20           | 22     | 9      | 3      | 10     | 34     | 42     | -8  |
| Coppa di Francia | -     | 1       | 0       | 0       | 1       | 0       | 5       | -            | -            | -            | -            | -            | -            | 1      | 0      | 0      | 1      | 0      | 5      | -5  |
| Totale           | -     | 12      | 4       | 1       | 7       | 21      | 27      | 11           | 5            | 2            | 4            | 13           | 20           | 23     | 9      | 3      | 11     | 34     | 47     | -13 |

### Andamento in campionato
| Giornata  | 1 | 2  | 3  | 4  | 5 | 6 | 7 | 8 | 9 | 10 | 11 | 12 | 13 | 14 | 15 | 16 | 17 | 18 | 19 | 20 | 21 | 22 |
| --------- | - | -- | -- | -- | - | - | - | - | - | -- | -- | -- | -- | -- | -- | -- | -- | -- | -- | -- | -- | -- |
| Luogo     | C | C  | T  | C  | T | C | T | C | T | T  | C  | T  | T  | C  | T  | C  | C  | T  | C  | T  | C  | T  |
| Risultato | N | P  | P  | V  | V | P | P | P | V | N  | P  | P  | P  | P  | V  | V  | V  | V  | V  | N  | P  | V  |
| Posizione | 6 | 10 | 10 | 10 | 6 | 8 | 8 | 8 | 9 | 8  | 9  | 9  | 9  | 9  | 8  | 9  | 8  | 7  | 7  | 6  | 7  | 6  |

Legenda:

Luogo: C = Casa; T = Trasferta. Risultato: V = Vittoria; N = Pareggio; P = Sconfitta.

### Statistiche delle giocatrici
| Giocatore         | Division 1 | Division 1 | Division 1  | Division 1 | Coppa di Francia | Coppa di Francia | Coppa di Francia | Coppa di Francia | Totale   | Totale | Totale      | Totale     |
| Giocatore         | Presenze   | Reti       | Ammonizioni | Espulsioni | Presenze         | Reti             | Ammonizioni      | Espulsioni       | Presenze | Reti   | Ammonizioni | Espulsioni |
| ----------------- | ---------- | ---------- | ----------- | ---------- | ---------------- | ---------------- | ---------------- | ---------------- | -------- | ------ | ----------- | ---------- |
| A. Awona          | 12         | 0          | 4           | 0          | 1                | 0                | 0                | 0                | 13       | 0      | 4           | 0          |
| K. Bussy          | 22         | 5          | 0           | 0          | 1                | 0                | 0                | 0                | 23       | 5      | 0           | 0          |
| R. Corboz         | 18         | 3          | 0           | 0          | 1                | 0                | 0                | 0                | 19       | 3      | 0           | 0          |
| T. David          | 10         | 0          | 1           | 0          | 1                | 0                | 0                | 0                | 11       | 0      | 1           | 0          |
| C. De Proft       | 0          | 0          | 0           | 0          | -                | -                | -                | -                | 0        | 0      | 0           | 0          |
| O. Deslandes      | 21         | 0          | 2           | 0          | 1                | 0                | 0                | 0                | 22       | 0      | 2           | 0          |
| M. Doucouré       | 19         | 0          | 6           | 0          | 1                | 0                | 1                | 0                | 20       | 0      | 7           | 0          |
| A. Dupupet        | 0          | 0          | 0           | 0          | 1                | -5               | 1                | 0                | 1        | -5     | 1           | 0          |
| M. Esposito       | 0          | 0          | 0           | 0          | -                | -                | -                | -                | 0        | 0      | 0           | 0          |
| N. Feller         | -          | -          | -           | -          | -                | -                | -                | -                | -        | -      | -           | -          |
| M. Gomes          | 22         | 10         | 0           | 0          | 0                | 0                | 0                | 0                | 22       | 10     | 0           | 0          |
| M. Herrera        | 16         | 8          | 0           | 0          | -                | -                | -                | -                | 16       | 8      | 0           | 0          |
| H. Kerner         | 3          | 0          | 1           | 0          | -                | -                | -                | -                | 3        | 0      | 1           | 0          |
| D. Kravec'        | 12         | 1          | 4           | 0          | 1                | 0                | 0                | 0                | 13       | 1      | 4           | 0          |
| L-A. Joly         | 16         | 0          | 1           | 0          | -                | -                | -                | -                | 16       | 0      | 1           | 0          |
| R. Lejeune        | 0          | 0          | 0           | 0          | -                | -                | -                | -                | 0        | 0      | 0           | 0          |
| C. Logette        | 0          | 0          | 0           | 0          | -                | -                | -                | -                | 0        | 0      | 0           | 0          |
| E. Mayi Kith      | 17         | 0          | 2           | 0          | 1                | 0                | 1                | 0                | 18       | 0      | 3           | 0          |
| L. Notel          | 2          | 0          | 0           | 0          | -                | -                | -                | -                | 2        | 0      | 0           | 0          |
| S. Ouchene        | 22         | 5          | 2           | 0          | 1                | 0                | 0                | 0                | 23       | 5      | 2           | 0          |
| C. Philippe       | 17         | 0          | 4           | 0          | -                | -                | -                | -                | 17       | 0      | 4           | 0          |
| G. race Rapp      | 19         | 0          | 3           | 0          | 1                | 0                | 0                | 0                | 20       | 0      | 3           | 0          |
| T. Romanenko      | 17         | 0          | 0           | 0          | 1                | 0                | 0                | 0                | 18       | 0      | 0           | 0          |
| P. Tullis-Joyce   | 22         | -42        | 0           | 0          | 0                | 0                | 0                | 0                | 22       | -42    | 0           | 0          |
| V. Van der Linden | 18         | 0          | 0           | 0          | 1                | 0                | 0                | 0                | 19       | 0      | 0           | 0          |